# بارد اووه
بارد اووه (نروژی: Baard Owe؛ ‏ ۳ ژوئیهٔ ۱۹۳۶ – ۱۱ نوامبر ۲۰۱۷) بازیگر، خواننده و صداپیشه اهل نروژ بود.
از فیلم‌ها یا برنامه‌های تلویزیونی که وی در آن نقش داشته‌است می‌توان به اروپا، مده‌آ، تورمولینوس ۷۳، گرترود، قلمرو، سرآوران، دوران گرگ و تفنگدارها اشاره کرد.